# Parc quasi national de Kongō-Ikoma-Kisen
Le parc quasi national de Kongō-Ikoma-Kisen (金剛生駒紀泉国定公園, Kongō-Ikoma-Kisen Kokutei Kōen) est un parc quasi national dans les préfectures de Nara, Ōsaka et Wakayama au Japon. Il est créé en avril 1958.

## Endroits notables
- Mont Ikoma, mont Kongō, Shijōnawate-jinja, Chōgosonshi-ji, Hōzan-ji, Taima-dera, Kongō-ji,  sépulture de Shōtoku-taishi, les ruines du château d'Akasaka (赤坂城?), château de Chihaya[3],[4],[5].

## Municipalités concernées
- Nara : Gojō, Gose, Heguri, Ikoma, Kashiba, Katsuragi, Sangō[3]
- Ōsaka : Izumi, Izumisano, Kaizuka, Kishiwada, Sennan (incomplet)[6]
- Wakayama : Hashimoto, Katsuragi, Kinokawa[6]

## Source de la traduction
- (en) Cet article est partiellement ou en totalité issu de l’article de Wikipédia en anglais intitulé « Kongō-Ikoma-Kisen Quasi-National Park » (voir la liste des auteurs).